# Peter McDonald
Pour l’article ayant un titre homophone, voir Peter MacDonald.
Pour les articles homonymes, voir McDonald.
Peter McDonald, né le 22 septembre 1978 à Coonabarabran, est un coureur cycliste australien. Il devient champion d'Australie sur route en janvier 2009.

## Biographie
Il a notamment remporté en 2009 la cinquième édition de l'UCI Oceania Tour et le championnat d'Australie sur route

## Palmarès
- 2004
  - 3e étape du De Bortoli Tour
  - Grafton to Inverell Classic
  - Tour de Bright :
    - Classement général
    - 1re étape

  - 2e du De Bortoli Tour
- 2005
  - Classement général du Tour de Nouvelle-Calédonie
  - 3e étape du Tour de Tasmanie
- 2006
  - 3e de la Grafton to Inverell Classic
- 2007
  - Baw Baw Classic
  - 2e étape de l'Australian Cycling Grand Prix
  - Tour of the Murray River :
    - Classement général
    - 2e et 11e étapes

  - 3e de l'An Post Rás
- 2008
  - 3e étape du Tour de Taïwan
  - 5e étape du Tour de Hokkaido
  - Tour de Bright :
    - Classement général
    - 2e et 3e étapes
- 2009
  - UCI Oceania Tour
  -  Champion d'Australie sur route
  - Tour de Wellington
    - Classement général
    - 2e étape

  - 2e du Tour de Taïwan
  - 2e du Tour de Tasmanie
  - 3e du Tour de Canberra
- 2010
  - 1re étape du Tour de Wellington
  - 2e de la Japan Cup

## Classements mondiaux
| Année            | 2005 | 2006 | 2007 | 2008 | 2009 | 2010 | 2011 |
| ---------------- | ---- | ---- | ---- | ---- | ---- | ---- | ---- |
| UCI Asia Tour    |      |      |      | 55e  | 53e  | 65e  | 43e  |
| UCI Europe Tour  |      |      | 712e |      |      |      |      |
| UCI Oceania Tour | 18e  | 51e  | 35e  | 57e  | 1er  | 29e  |      |